# Huurtoeslag
De huurtoeslag is een inkomensafhankelijk onderdeel van het toeslagenstelsel dat bedoeld is als bijdrage in de huurkosten voor burgers die in verhouding tot hun inkomen een hoog bedrag aan huur voor hun woning betalen. Deze is gebaseerd op de Wet op de huurtoeslag. Algemene regels zijn ook gegeven in de Algemene wet inkomensafhankelijke regelingen (Awir) en het Besluit Bestuurlijke Boeten Belastingdienst/Toeslagen De uitvoer ligt in handen van de Dienst Toeslagen van de Belastingdienst, voor de administratieve afhandeling wordt gebruik gemaakt van het Toeslagen Verstrekkingen Systeem (TVS).
De voorziening wordt bekostigd uit de algemene middelen van de centrale overheid, bestaand uit belastingen van burgers en bedrijven en andere inkomsten van de staat. In 2022 ontvingen 1,4 miljoen huishoudens huurtoeslag. Het zogenaamde toeslagenschandaal had onder andere ook betrekking op deze uitkeringen. 

## Voorwaarden
Om voor huurtoeslag in aanmerking te komen, moet aan een aantal voorwaarden worden voldaan:
- De huurwoning moet als passend worden beschouwd.
- Het gaat om zelfstandige woonruimte (dus geen kamerverhuur). Er wordt een uitzondering gemaakt voor mensen die een kamer huren in een begeleid wonen project.
- De aanvrager is 18 jaar of ouder. Jongeren onder de 18 kunnen huurtoeslag krijgen als ze wees zijn en alleen wonen of alleenstaande ouder zijn. NB: Jongeren tussen de 18 en 23 jaar hebben gewoonlijk slechts recht op huurtoeslag indien de kale huur minder dan € 452 euro per maand betreft.[4]
- De aanvrager heeft de Nederlandse nationaliteit of een verblijfsvergunning die recht geeft op toeslagen.
- De rekenhuur mag (voor 2017) niet lager zijn dan € 223,42 en niet hoger dan € 710,68 per maand (dit laatste bedrag, de  huurtoeslaghuurprijsgrens, is gelijk aan de liberalisatiegrens in de huurprijsregelgeving, maar daar is het de grens voor de oorspronkelijke kale huur; het geldt van 1 januari 2015 tot 1 januari 2019; het bedrag is normaliter geïndexeerd, maar zoals bepaald in artikel 27 zijn de verhogingen per 1 januari 2016, 2017 en 2018 niet toegepast[5])[6][7][8]. Het deel van de rekenhuur boven de kwaliteitskortingsgrens (2017: € 414,02 per maand) tot aan de aftoppingsgrens (2017: € 592,55 per maand) wordt voor 65% gesubsidieerd; het deel van de rekenhuur boven de aftoppingsgrens wordt voor 40% gesubsidieerd. De percentages staan in het Besluit op de huurtoeslag, de rest staat in de Wet op de huurtoeslag.
- Het toetsingsinkomen is maximaal € 22.200 (2017). Genoemde inkomens gelden voor alleenstaanden. Voor partners gaat het om het gezamenlijke inkomen. Voor mensen met kind(eren) gelden (aanzienlijk) hogere inkomensnormen. Voorbeeld: voor een alleenstaande met een bruto jaarinkomen van € 25.000 en een huur van € 500 geldt dat hij/zij geen huurtoeslag krijgt. Voor een alleenstaande met 1 kind geldt reeds dat hij/zij een huurtoeslag ontvangt van ruim € 150 per maand.
- Vermogenstoets: De rendementsgrondslag in box 3 die zou gelden als geen rekening zou worden gehouden met de vrijstelling voor groene beleggingen, mag bijvoorbeeld voor een alleenstaande op 1 januari van het uitkeringsjaar niet groter zijn geweest dan € 37.395 (2025).[9] Groene beleggingen tellen dus wel mee voor de vermogenstoets, hoewel ze vrijgesteld zijn voor de inkomstenbelasting. Bovendien is het bedrag sinds 2021 lager dan het heffingvrij vermogen van box 3 (het stijgt mee met de inflatie, maar is niet meegestegen met de extra verhoging in 2021). Het is toegestaan om door extra bestedingen of door het doen van schenkingen, te trachten te voorkomen dat het recht op huurtoeslag op een toekomstige peildatum ophoudt door een te groot vermogen. Anders dan bij de bijstand geldt dit namelijk juridisch niet als het betonen van onvoldoende besef van verantwoordelijkheid bij het voorzien in de kosten van het bestaan.

Voor gehandicapten die een aangepaste woning huren en voor grote gezinnen (meer dan 8 kinderen) gelden iets afwijkende regels, zo mogen zij bijvoorbeeld een hogere huur hebben.
Bedragen lager dan €24 per jaar worden niet uitbetaald. De huurtoeslag als functie van inkomen is een gedeelte van een kwadratische functie (de dalende tak van een bergparabool), die echter nul wordt vanaf een inkomen ruim lager dan dat waarvoor de kwadratische functie nul wordt. Hierdoor maakt deze toeslag (en dus ook inkomen plus toeslag) als functie van inkomen bij dit maximuminkomen een sprong naar beneden die veel groter is dan de genoemde € 24 per jaar. Bij de maximale huur kan deze zelfs meer dan € 2000 per jaar bedragen. In dat geval is een iets hoger inkomen, net boven het maximum, dus veel onvoordeliger. Met deze onvolkomenheid kan rekening gehouden worden door te trachten ervoor te zorgen dat het inkomen beneden de grens blijft, bijvoorbeeld door een aftrekbare gift.
De regeling is gunstiger voor wie de AOW-leeftijd heeft bereikt (ouderenhuishouden). 
De huurtoeslag is op 1 januari 2006 samen met de zorgtoeslag ingevoerd en vervangt de daarvóór bestaande huursubsidie. In 2010 hadden 1,1 miljoen huishoudens recht op huurtoeslag van gemiddeld 170 euro per maand. Dat kostte de overheid 2,3 miljard euro in 2010 (cijfers van VROM). Ter vergelijking: de hypotheekrenteaftrek in 2009 was 11 miljard euro. Maar dit is een inkomstenvermindering voor de overheid, terwijl Huurtoeslag een extra kostenpost is.
Huurtoeslag wordt aangevraagd bij en uitbetaald door Belastingdienst/Toeslagen. Het Ministerie van Infrastructuur en Milieu (IenM) is verantwoordelijk voor de Wet op de huurtoeslag, de begroting van de Huurtoeslag en het beleid.

## Wetgeving
De huurtoeslag is geregeld in de Wet op de huurtoeslag.

### Vermogenstoets
Voor wat betreft de vermogenstoets vermeldt de Wet op de huurtoeslag slechts "Het recht op en de hoogte van de huurtoeslag is afhankelijk van de draagkracht, waaronder begrepen het vermogen". De rest staat in de Algemene wet inkomensafhankelijke regelingen.

### Verworven recht in de huurtoeslag
De maximum huurgrens van een woning is bepalend om in aanmerking te komen voor huurtoeslag. Als men huurtoeslag heeft en de huur van de woning groeit boven de huurgrens uit is er echter sprake van een zgn. verworven recht. Het recht op huurtoeslag blijft in deze situatie bestaan, ook al is sprake van huurgrensoverschrijding. Als vervolgens het inkomen of vermogen zodanig hoog wordt dat men op grond daarvan geen huurtoeslag krijgt, vervalt de huurtoeslag. Tot de uitspraak van de Raad van State op 24 juli 2019 gold dat als vervolgens het inkomen of vermogen weer daalde niet alsnog weer recht op huurtoeslag ontstond (tenzij de huur ook weer was gedaald). Naar aanleiding van de uitspraak van de Raad van State is dit veranderd. Huurders die een verworven recht op huurtoeslag hebben vanwege huurgrensoverschrijding, een inkomens- en/of vermogensstijging hebben gehad en vervolgens weer een daling kunnen als gevolg van de uitspraak weer een aanspraak op huurtoeslag doen. Zij moeten nog wel aan de overige voorwaarden voldoen.

## Toekomst
Aanhangig in de Eerste Kamer is de Wijziging van de Wet verlaging eigen bijdrage huurtoeslag, de Wet op de huurtoeslag en enkele andere wetten ter verbetering van de koopkracht en vereenvoudiging van de regeling. Er komt een lineaire afbouw van de huurtoeslag als functie van het inkomen. Zolang dat nog niet uitvoerbaar is, wordt een parameterwijziging ingevoerd die dat al zoveel mogelijk benadert.
Aanhangig in de Eerste Kamer is de Wijziging van de Wet op de huurtoeslag (vereenvoudiging van de huurtoeslag). In dit wetsvoorstel wordt voorgesteld de maximum huurgrenzen als voorwaarde voor de huurtoeslag te laten vervallen. De huurtoeslag blijft afhankelijk van het inkomen en de huurprijs, met dien verstande dat als de huurprijs meer is dan de maximum huurgrens (huurtoeslaghuurprijsgrens, tevens  liberalisatiegrens, 2024: € 879,66 per maand), dit meerdere de huurtoeslag niet verhoogt: dit komt voor eigen rekening. Het nieuwe recht op huurtoeslag zal daardoor vaak geen structurele oplossing bieden, maar wel helpen om de periode te overbruggen tot het inkomen op peil is gebracht of een goedkopere woning is gevonden.
Bij de huurprijs gaat het om de kale huurprijs: servicekosten tellen niet meer mee. Ook deze komen dus voor eigen rekening.

## Geschiedenis
De Wet op de huurtoeslag had tot 1 september 2005 de citeertitel Huursubsidiewet. Deze verving per 1 juli 1997 de Wet individuele huursubsidie.

### Plan uit 2022 om de huurtoeslag onafhankelijk te maken van de feitelijke huurprijs
Er is in 2022 een internetconsultatie geweest voor een wijziging van de huurtoeslag.
De regering is van plan de huurtoeslag onafhankelijk te maken van de feitelijke huurprijs, en alleen van het inkomen af te laten hangen (met verder behoud van de vermogenstoets).
Aansluitend op de anno 2022 geldende systematiek en terminologie is de uitleg dat de huurder afhankelijk van zijn inkomen een inkomensafhankelijke
'eigen bijdrage', de basishuur, betaalt. De huurtoeslag per maand is € 520 (de normhuur), verminderd met de basishuur. De huurder moet naast de basishuur de feitelijke huur boven de normhuur ook zelf betalen. Als daarentegen de feitelijke huur lager is dan de normhuur mag hij het verschil houden, dus dan betaalt hij per saldo minder dan de basishuur.
Voor zover een (aspirant-)huurder iets te kiezen heeft, is er door het uitgaan van de genormeerde huur een grotere prikkel voor huurtoeslagontvangers om kritisch naar de prijs-kwaliteit verhouding van de huurwoning te kijken: een huurprijsverschil werkt na de overgangsfase volledig door in het besteedbaar inkomen.
Door de val van kabinet-Rutte IV op 7 juli 2023 is dit plan op pauze gezet. Vervolgens is afgezien van de invoering van de normhuur. Dit heeft geresulteerd in het bovengenoemde wetsvoorstel Wijziging van de Wet op de huurtoeslag (vereenvoudiging van de huurtoeslag).